# Vér Mátyás
Vér Mátyás, született Wertheimer Manó (Debrecen, 1874. november 25. – Budapest, 1955. december 1.) író, szakíró, szerkesztő, ügyvéd.

## Élete
Wertheimer Izrael és Wertheimer Katalin fia. A Budapesti Tudományegyetemen szerzett jogi doktorátust. Büntetőjoggal foglalkozott, s 1903-ban jelent meg tudományos dolgozata A bűntett alapoka címmel. Ezenkívül ifjúkorától foglalkozott esztétikával és szépirodalommal, s ilyen tárgyú dolgozatai, cikkei és novellái Vér Mátyás írói név alatt jelentek meg a fővárosi napilapokban és német fordításban a Die Zeit című bécsi lapban. 1924-ben Szilágyi Gézával szerkesztője lett a Szivárvány című szépirodalmi lapnak. Halálát agyérelmeszesedés, végelgyengülés okozta.
Felesége Fejér Margit volt, dr. Fejér Márton és Bischitz Henrietta lánya, akivel 1912. október 5-én Budapesten kötött házasságot.

## Művei
- Pasztellek (elbeszélések, 1909, két kiadást ért meg, német fordításban 1911)
- A sárga ház titka (elbeszélések, 1911)
- Anatole Francé (tanulmány, 1914)
- Az árnyék (regény, 1917, 2. kiadás: 1918)
- A kastély gazdát cserél (egyfelvonásos)